# Gal Nir
Gal Nir (hebräisch גל ניר; * 30. März 1983) ist ein ehemaliger israelischer Fußballtorhüter.

## Karriere
Nir begann seine Karriere in der Jugendabteilung von Hapoel Tel Aviv. Er wechselte später in die Jugendabteilung von Hapoel Ironi Rischon LeZion. Dort bestritt er am 25. Mai 2001 gegen Tzafririm Holon auch sein Profidebüt in der höchsten israelischen Spielklasse, der Ligat ha’Al.
2002 wechselte Nir zum Klub Hapoel Kfar Saba, verließ diesen aber bereits nach einer Saison mit lediglich drei Einsätzen in Richtung Maccabi Tel Aviv. Dort war er für zwei Spielzeiten Ersatztorhüter hinter Liran Strauber. Als dieser bestritt er am 8. Dezember 2004 in der Vorrunde gegen Juventus Turin auch einen Einsatz in der UEFA Champions League. Anschließend wechselte er zu Maccabi Netanya, wo er ebenfalls die Position als zweiter Torhüter bekleidete, auch hier hinter dem ebenfalls gewechselten Strauber. In dieser Zeit kam er auf drei Ligaeinsätze.
2009 schloss sich Nir dem damals zweitklassigen Verein Ramat HaSharon an, wo er erstmals die Stammtorhüterposition bekleiden sollte. Nach dem Aufstieg bestritt Nir in der Saison 2011/12 25 Erstligaspiele, sieben davon ohne Gegentor. 2013 verließ er den Verein und wechselte zu Hapoel Raanana, wo er bis zum 21. Spieltag Stammtorhüter blieb. Wiederum ein Jahr später zog Nir weiter zu Maccabi Ahi Nazareth. Dort erklärte er nach einer Saison ohne Einsatz sein Karriereende.

## Erfolge
- Israelischer Fußballpokal: 2005
- Israelischer Ligapokal: 2010
- Meister der Liga Leumit: 2010/11